# Filipa Barroso
Filipa Barroso (Setúbal, 9 de maio de 1998) é uma modelo portuguesa vencedora do concurso de beleza Miss Universo Portugal 2018. Sendo assim, representou Portugal no Miss Universo 2018, mas não obteve classificação.